# Tome des Bauges
La tome des Bauges és un formatge francès del massís dels Bauges (Savoia). Se li va atorgar una AOC el novembre de 2002, en decret modificat el gener de 2009.
Es tracta d'un formatge elaborat a partir de llet crua de vaca, de pasta premsada no cuita, amb l'escorça grisa que li dona el fong anomenat pèl de gat. El seu pes mitjà és d'1,2 kg. Es fabrica des del segle xvii, i és el resultat d'una tradició i experiència alhora molt antiga. El 1807, un qüestionari enviat al prefecte de l'època, es defineix com el formatge "que consumeix el camperol" i que "no se'n pot passar en cada àpat."